# 静岡県道21号三島裾野線
静岡県道21号三島裾野線（しずおかけんどう21ごう みしますそのせん）は、静岡県三島市から裾野市に至る県道（主要地方道）である。

## 概要
「日大通り」「佐野街道」と呼ばれることがある。

### 路線データ
- 起点 : 三島市東本町2丁目（南二日町IC交差点、国道1号交点、国道136号終点）
- 終点 : 裾野市伊豆島田（二ツ屋交差点、静岡県道394号沼津小山線交点）
- 路線延長 : 10.8 km

## 歴史
- 1993年（平成5年）5月11日 - 建設省から、県道三島裾野線が三島裾野線として主要地方道に指定される[1]。

## 地理

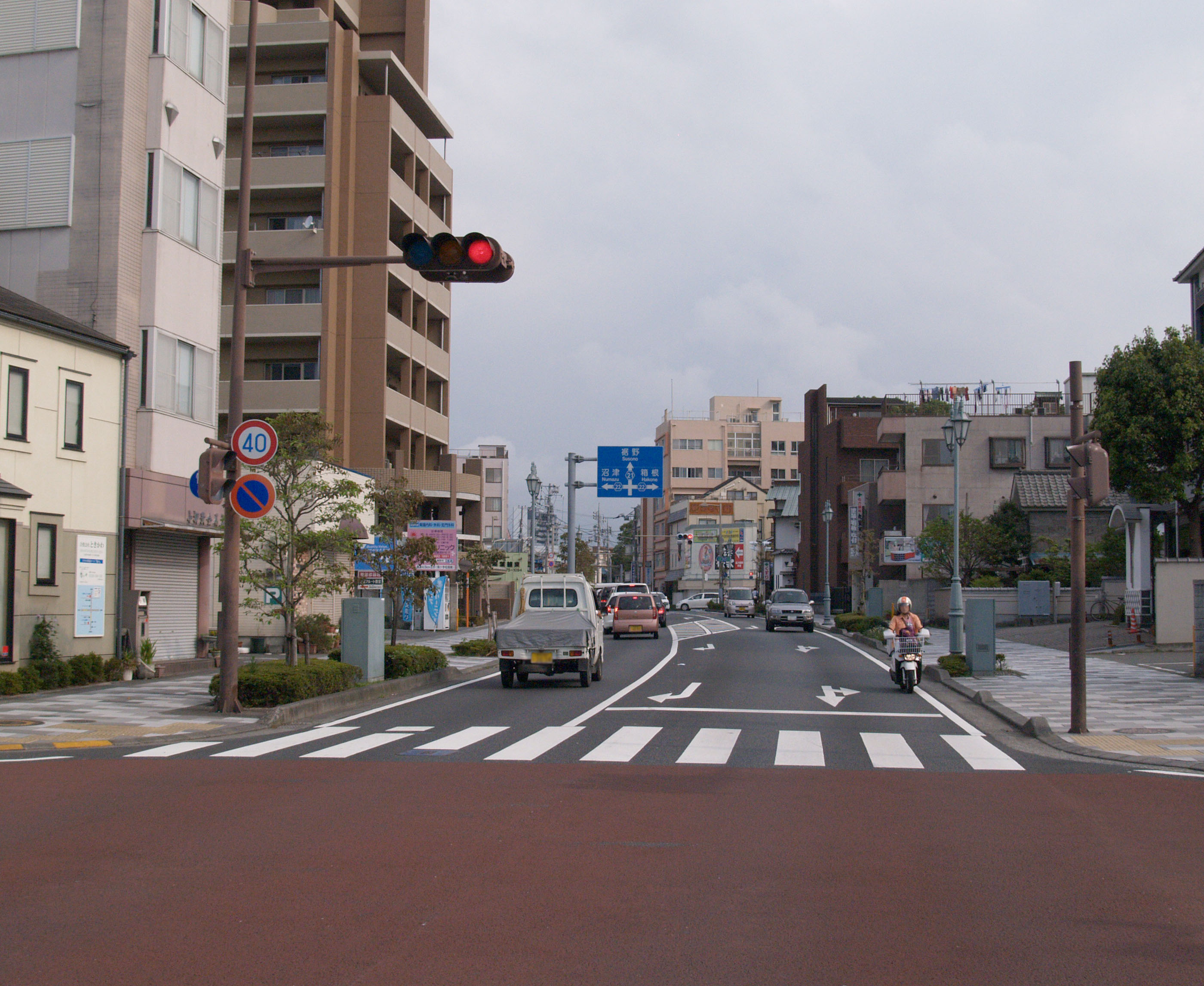
静岡県道21号（三島市役所付近、2012年7月）

### 通過する自治体
- 三島市
- 裾野市

### 交差する道路
| 交差する道路                 | 市町村名 | 交差する場所 | 交差する場所            |
| ---------------------------- | -------- | ------------ | ----------------------- |
| 国道1号 国道136号            | 三島市   | 東本町2丁目  | 南二日町IC交差点 / 起点 |
| 静岡県道22号三島富士線       | 三島市   | 大社町       | 大社町西交差点          |
| E70 伊豆縦貫自動車道 国道1号 | 三島市   | 萩           | 4 三島萩IC              |
| 静岡県道394号沼津小山線      | 裾野市   | 伊豆島田     | 二ツ屋交差点 / 終点     |

### 交差する鉄道
- 伊豆箱根鉄道駿豆線
- 東海道本線
- 東海道新幹線
- 御殿場線

### 沿線
- 伊豆箱根鉄道駿豆線 三島田町駅
- 三島市役所
- 三嶋大社
- JR東海東海道本線・東海道新幹線 三島駅
- 三島市立北小学校
- 三島市立北中学校
- 静岡県立三島北高等学校
- 日本大学三島高等学校・中学校
- 日本大学国際関係学部